# Akhmat Grozny
Pour les articles homonymes, voir Terek.
Maillots
L'Akhmat Grozny (en russe : «Ахмат» Грозный) est un club russe de football fondé en 1946 et basé à Grozny, capitale de la Tchétchénie.
Fondé en 1946 sous le nom Dinamo avant de s'appeler Terek à partir de 1958, il passe la majeure partie de son existence dans les divisions inférieures soviétiques puis russes, avec une période d'inactivité à la fin des années 1990 en raison des guerres en Tchétchénie. À sa refondation en 2001, le club grimpe rapidement les échelons, remportant notamment la Coupe de Russie en 2004 et prenant part à la Coupe UEFA la même année. Il remporte dans la foulée la deuxième division et découvre le premier échelon lors de la saison 2005. Après une brève relégation, le Terek retrouve l'élite en 2008 et y évolue perpétuellement depuis, se renommant par ailleurs Akhmat en juin 2017.
Les couleurs principales de l'équipe sont le vert et le blanc. Elle évolue à ses débuts au stade Ouvaïs Akhtaïev de Grozny. Après les guerres de Tchétchénie, le club doit se délocaliser dans plusieurs villes environnantes, nommément Tcherkessk, Lermontov et Piatigorsk, à partir de 2001 avant de pouvoir faire son retour dans sa ville d'origine en 2008 au stade Sultan-Bilimkhanov. Il connaît un dernier déménagement en 2011, intégrant alors la nouvellement construite Akhmad Arena, d'une capacité de 30 597 places.

## Histoire

### Fondation et premières années (1946-1994)
Le club est fondé en 1946 sous le nom Dinamo. Intégrant alors la troisième division soviétique, il y termine sixième de la zone nord-caucasienne de la RSFS de Russie avant d'être réassigné dans les championnats locaux à partir de l'année suivante, devenant le Neftianik en 1948. Après dix saisons en amateur, le club découvre en 1957 la deuxième division et y évolue jusqu'en 1962, adoptant dans la foulée l'appellation Terek à partir de 1958 tandis qu'il termine premier de son groupe en 1960 et 1961, sans jamais parvenir à remporter la phase finale pour la promotion en première division. Après un bref passage au troisième échelon entre 1963 et 1964, il retrouve le deuxième niveau pendant cinq années avant de tomber en quatrième division en 1970 à la suite d'une réorganisation des compétitions soviétiques.
Terminant vainqueur du deuxième groupe de la RSFS de Russie, il remonte immédiatement au troisième échelon où il passe cinq années, remportant la quatrième zone en 1972 puis en 1974, ainsi que la coupe de la RSFS de Russie lors de cette dernière année. Après une troisième place dans la troisième zone en 1975, le Terek remporte par la suite la phase finale et retrouve ainsi à la deuxième division, où il passe quatre saisons entre 1976 et 1979 avant de retomber au troisième niveau, où il se maintient par la suite jusqu'à la chute de l'Union soviétique en 1991.
Intégré à la nouvelle deuxième division russe pour la saison 1992, le Terek termine cinquième du groupe Ouest pour sa première année. Il est par la suite relégué au troisième échelon la saison suivante en raison de la réduction du deuxième échelon. Affecté par les troubles en Tchétchénie lors de la saison 1994, le club termine avant-dernier du groupe Ouest et doit se retirer de la compétition alors que les tensions finissent par donner lieu aux guerres en Tchétchénie qui font rage jusqu'au début des années 2000. Il évolue durant cette période au sein du championnat local tchétchène, qu'il remporte en 1997.

### Reformation et montée dans l'élite (2001-2007)
Sous l'impulsion notamment d'Akhmad Kadyrov, futur président de Tchétchénie, l'équipe est reconstituée sous sa direction dans le cadre de la saison 2001, bien que délocalisée dans la ville de Piatigorsk, et réintègre directement la troisième division professionnelle où elle termine cinquième du groupe Sud. Il domine largement ce même groupe l'année suivante, accumulant pas moins de 106 points en quarante matchs et finissant avec dix-huit points d'avance sur ses poursuivants.
Retrouvant donc la deuxième division en 2003, le Terek finit dans un premier temps quatrième, à un point du Kouban Krasnodar et d'une éventuelle promotion directe en première division, tandis qu'Akhmad Kadyrov laisse son poste de président à son fils Ramzan en fin d'année. Dans un scénario similaire aux années précédentes, l'équipe se révèle à nouveau particulièrement dominatrice en championnat pour sa deuxième saison, avec cette fois 100 points amassés en quarante-deux matchs et quatorze points d'avance sur son dauphin Tom Tomsk. Cette réussite est de plus agrémentée d'une victoire du club en Coupe de Russie lors du mois de mai 2004, qui le voit remporter la finale face au Krylia Sovetov Samara grâce à un unique but d'Andreï Fedkov. Cela permet ainsi au Terek de prendre part à la Coupe UEFA 2004-2005, alors qu'il évolue encore au deuxième échelon, où il effectue un parcours bref le voyant passer un tour de qualification face aux Polonais du Lech Poznań avant de chuter lors du premier tour contre l'équipe suisse du FC Bâle.
Découvrant ainsi l'élite du football russe lors de la saison 2005, l'équipe est cependant rapidement distancée et termine dernière avec vingt points en trente rencontres, à neuf points du premier non-relégable, bien qu'enregistrant notamment une victoire à domicile 1-0 face au CSKA Moscou futur champion. Le retour du Terek au deuxième échelon le voit terminer à une décevant sixième place, très loin des places de promotion, il parvient finalement à être promu à l'issue de la saison 2007 en finissant deuxième derrière le Chinnik Iaroslavl et avec quatre points d'avance sur le troisième le Sibir Novossibirsk.

### Maintien en première division (depuis 2008)
Le deuxième passage du club dans l'élite le voit cette fois réussir à se maintenir lors de la saison 2008, finissant dixième avec trente-cinq, soit treize d'avance sur le premier relégable. Cette même année voit par ailleurs le Terek faire son retour dans la ville de Grozny en emménageant dans le stade Sultan-Bilimkhanov tout juste reconstruit. Les années qui suivent voient l'équipe lutter principalement pour son maintien avec plusieurs places de bas de classement, tandis qu'elle change une nouvelle fois de stade, entrant cette fois dans la nouvellement construite Akhmad Arena en 2011. Cette même année voit par ailleurs Ramzan Kadyrov, devenu entre-temps président de la Tchétchénie en 2007, quitter son poste de président pour devenir président d'honneur, tandis que Magomed Daoudov prend sa place à la fin du mois de novembre 2011.
L'emménagement dans son nouveau stade correspond à une relative amélioration des résultats, le club atteignant la huitième place dès l'exercice 2012-2013. Dirigée par l'entraîneur tadjik Rashid Rahimov entre 2013 et 2017, l'équipe parvient notamment à finir septième en 2016 puis cinquième l'année suivante, ce qui constitue sa meilleure performance en date. Le mois de juin 2017 voit par ailleurs le Terek être renommé Akhmat par Ramzan Kadyrov en hommage à son père Akhmad Kadyrov, qui a dirigé le club de 2001 à 2003.

## Bilan sportif

### Palmarès
| Compétitions russes | Compétitions internationales            | Compétitions soviétiques |
| - Championnat de Russie - Cinquième : 2017. - Coupe de Russie - Vainqueur : 2004. - Supercoupe de Russie - Finaliste : 2005. - Championnat de Russie de D2 - Champion : 2004. - Vice-champion : 2007. - Championnat de Russie de D3 - Vainqueur de groupe : 2002. | - Ligue Europa : - Premier tour : 2004. | - Coupe d'Union soviétique - Seizièmes de finale : 1964, 1967, 1977 et 1978. - Championnat d'Union soviétique de D2 - Vainqueur de groupe : 1960, 1961. - Championnat d'Union soviétique de D3 (1) - Vainqueur de la phase finale : 1975. - Vainqueur de groupe : 1972, 1974. - Championnat d'Union soviétique de D4 - Vainqueur de groupe : 1970. |

### Classements en championnat
La frise ci-dessous résume les classements successifs du club en championnat d'Union soviétique.
La frise ci-dessous résume les classements successifs du club en championnat de Russie.

### Bilan par saison
Légende
- Vainqueur de la compétition
- Promotion en division supérieure
- Relégation en division inférieure

#### Période soviétique
| Saison    | Championnat                      | Championnat                      | Championnat                      | Championnat                      | Championnat                      | Championnat                      | Championnat                      | Championnat                      | Championnat                      | Championnat                      | Coupe d'URSS                     |
| Saison    | Division                         | Pos                              | Pts                              | J                                | V                                | N                                | D                                | BP                               | BC                               | Diff                             | Coupe d'URSS                     |
| --------- | -------------------------------- | -------------------------------- | -------------------------------- | -------------------------------- | -------------------------------- | -------------------------------- | -------------------------------- | -------------------------------- | -------------------------------- | -------------------------------- | -------------------------------- |
| 1946      | 3e Nord-Caucase                  | 6e                               | 10                               | 14                               | 4                                | 2                                | 8                                | -                                | -                                | -                                | —                                |
| 1947-1956 | Championnat de la RSFS de Russie | Championnat de la RSFS de Russie | Championnat de la RSFS de Russie | Championnat de la RSFS de Russie | Championnat de la RSFS de Russie | Championnat de la RSFS de Russie | Championnat de la RSFS de Russie | Championnat de la RSFS de Russie | Championnat de la RSFS de Russie | Championnat de la RSFS de Russie | Championnat de la RSFS de Russie |
| 1957      | 2e Zone 1                        | 14e                              | 26                               | 34                               | 11                               | 4                                | 19                               | 47                               | 70                               | -23                              | Demi-finales Q                   |
| 1958      | 2e Zone 4                        | 8e                               | 33                               | 30                               | 14                               | 5                                | 11                               | 46                               | 49                               | -3                               | Finale Q                         |
| 1959      | 2e Zone 3                        | 2e                               | 35                               | 26                               | 14                               | 7                                | 5                                | 35                               | 23                               | +12                              | —                                |
| 1960      | 2e Zone 3                        | 1er                              | 42                               | 26                               | 18                               | 6                                | 2                                | 71                               | 26                               | +45                              | Demi-finales Q                   |
| 1961      | 2e Russie 4                      | 1er                              | 38                               | 24                               | 18                               | 2                                | 4                                | 51                               | 16                               | +35                              | Demi-finales Q                   |
| 1962      | 2e Russie 3                      | 7e                               | 30                               | 28                               | 11                               | 8                                | 9                                | 27                               | 35                               | -8                               | Huitièmes de finale Q            |
| 1963      | 3e Russie 3                      | 2e                               | 37                               | 30                               | 14                               | 9                                | 7                                | 39                               | 23                               | +16                              | Demi-finales Q                   |
| 1964      | 3e Russie 4                      | 2e                               | 44                               | 34                               | 15                               | 14                               | 5                                | 41                               | 21                               | +20                              | Seizièmes de finale              |
| 1965      | 2e                               | 13e                              | 25                               | 30                               | 10                               | 5                                | 15                               | 33                               | 45                               | -12                              | 64es de finale                   |
| 1966      | 2e Groupe 1                      | 8e                               | 33                               | 32                               | 11                               | 11                               | 10                               | 26                               | 28                               | -2                               | 32es de finale                   |
| 1967      | 2e Groupe 1                      | 5e                               | 44                               | 38                               | 16                               | 12                               | 10                               | 32                               | 23                               | +9                               | Seizièmes de finale              |
| 1968      | 2e Groupe 3                      | 19e                              | 31                               | 40                               | 9                                | 13                               | 18                               | 45                               | 55                               | -10                              | 64es de finale                   |
| 1969      | 2e Groupe 1                      | 20e                              | 31                               | 38                               | 10                               | 11                               | 17                               | 28                               | 48                               | -20                              | 64es de finale                   |
| 1970      | 4e Russie 2                      | 1er                              | 50                               | 34                               | 21                               | 8                                | 5                                | 84                               | 24                               | +60                              | —                                |
| 1971      | 3e Zone 3                        | 7e                               | 42                               | 38                               | 16                               | 10                               | 12                               | 37                               | 30                               | +7                               | —                                |
| 1972      | 3e Zone 4                        | 1er                              | 51                               | 36                               | 21                               | 9                                | 6                                | 62                               | 27                               | +35                              | —                                |
| 1973      | 3e Zone 3                        | 2e                               | 41                               | 34                               | 19                               | 6                                | 9                                | 73                               | 37                               | +36                              | —                                |
| 1974      | 3e Zone 4                        | 1er                              | 58                               | 40                               | 24                               | 10                               | 6                                | 65                               | 32                               | +33                              | —                                |
| 1975      | 3e Zone 3                        | 3e                               | 53                               | 38                               | 23                               | 7                                | 8                                | 61                               | 28                               | +33                              | —                                |
| 1976      | 2e                               | 16e                              | 33                               | 38                               | 10                               | 13                               | 15                               | 39                               | 60                               | -21                              | 32es de finale                   |
| 1977      | 2e                               | 7e                               | 41                               | 38                               | 17                               | 7                                | 14                               | 59                               | 48                               | +11                              | Seizièmes de finale              |
| 1978      | 2e                               | 5e                               | 41                               | 38                               | 16                               | 9                                | 13                               | 56                               | 56                               | 0                                | Seizièmes de finale              |
| 1979      | 2e                               | 19e                              | 42                               | 46                               | 17                               | 8                                | 21                               | 59                               | 63                               | -4                               | Phase de groupes Q               |
| 1980      | 3e Zone 3                        | 4e                               | 43                               | 34                               | 19                               | 5                                | 10                               | 52                               | 38                               | +14                              | Phase de groupes Q               |
| 1981      | 3e Zone 3                        | 3e                               | 48                               | 34                               | 22                               | 4                                | 8                                | 67                               | 32                               | +35                              | —                                |
| 1982      | 3e Zone 3                        | 13e                              | 24                               | 32                               | 9                                | 6                                | 17                               | 45                               | 56                               | -11                              | —                                |
| 1983      | 3e Zone 3                        | 9e                               | 28                               | 30                               | 11                               | 6                                | 13                               | 43                               | 45                               | -2                               | —                                |
| 1984      | 3e Zone 3                        | 5e                               | 34                               | 30                               | 15                               | 4                                | 11                               | 37                               | 30                               | +7                               | —                                |
| 1985      | 3e Zone 3                        | 6e                               | 34                               | 30                               | 14                               | 6                                | 10                               | 56                               | 43                               | +13                              | —                                |
| 1986      | 3e Zone 3                        | 5e                               | 40                               | 32                               | 17                               | 6                                | 9                                | 49                               | 21                               | +28                              | 32es de finale                   |
| 1987      | 3e Zone 3                        | 6e                               | 40                               | 32                               | 15                               | 10                               | 7                                | 49                               | 28                               | +21                              | —                                |
| 1988      | 3e Zone 9                        | 9e                               | 31                               | 30                               | 12                               | 7                                | 11                               | 43                               | 39                               | +4                               | —                                |
| 1989      | 3e Zone 3                        | 3e                               | 54                               | 42                               | 23                               | 8                                | 11                               | 76                               | 41                               | +35                              | —                                |
| 1990      | 3e Centre                        | 13e                              | 41                               | 42                               | 17                               | 7                                | 18                               | 51                               | 52                               | -1                               | —                                |
| 1991      | 3e Centre                        | 5e                               | 49                               | 42                               | 19                               | 11                               | 12                               | 55                               | 40                               | +15                              | 32es de finale                   |

#### Période russe
| Saison    | Championnat            | Championnat            | Championnat            | Championnat            | Championnat            | Championnat            | Championnat            | Championnat            | Championnat            | Championnat            | Coupe de Russie        |
| Saison    | Division               | Pos                    | Pts                    | J                      | V                      | N                      | D                      | BP                     | BC                     | Diff                   | Coupe de Russie        |
| --------- | ---------------------- | ---------------------- | ---------------------- | ---------------------- | ---------------------- | ---------------------- | ---------------------- | ---------------------- | ---------------------- | ---------------------- | ---------------------- |
| 1992      | 2e Ouest               | 5e                     | 41                     | 34                     | 18                     | 5                      | 11                     | 63                     | 43                     | +20                    | —                      |
| 1993      | 2e Ouest               | 11e                    | 44                     | 42                     | 20                     | 4                      | 18                     | 76                     | 63                     | +13                    | Huitièmes de finale    |
| 1994      | 3e Sud                 | 21e                    | 19                     | 40                     | 7                      | 5                      | 28                     | 22                     | 83                     | -61                    | Seizièmes de finale    |
| 1994      | 3e Sud                 | 21e                    | 19                     | 40                     | 7                      | 5                      | 28                     | 22                     | 83                     | -61                    | 256es de finale        |
| 1995-2001 | Guerres en Tchétchénie | Guerres en Tchétchénie | Guerres en Tchétchénie | Guerres en Tchétchénie | Guerres en Tchétchénie | Guerres en Tchétchénie | Guerres en Tchétchénie | Guerres en Tchétchénie | Guerres en Tchétchénie | Guerres en Tchétchénie | Guerres en Tchétchénie |
| 2001      | 3e Sud                 | 5e                     | 73                     | 38                     | 22                     | 7                      | 9                      | 57                     | 29                     | +28                    | —                      |
| 2002      | 3e Sud                 | 1er                    | 109                    | 40                     | 36                     | 1                      | 3                      | 98                     | 20                     | +78                    | 64es de finale         |
| 2003      | 2e                     | 4e                     | 85                     | 42                     | 25                     | 10                     | 7                      | 56                     | 21                     | +35                    | 128es de finale        |
| 2004      | 2e                     | 1er                    | 100                    | 42                     | 32                     | 4                      | 6                      | 70                     | 22                     | +48                    | Vainqueur              |
| 2005      | 1re                    | 16e                    | 14-6                   | 30                     | 5                      | 5                      | 20                     | 20                     | 50                     | -30                    | Seizièmes de finale    |
| 2006      | 2e                     | 8e                     | 62                     | 42                     | 18                     | 8                      | 16                     | 48                     | 47                     | +1                     | Huitièmes de finale    |
| 2007      | 2e                     | 2e                     | 90                     | 42                     | 28                     | 6                      | 8                      | 69                     | 27                     | +42                    | Seizièmes de finale    |
| 2008      | 1re                    | 10e                    | 35                     | 30                     | 9                      | 8                      | 13                     | 28                     | 42                     | -14                    | Huitièmes de finale    |
| 2009      | 1re                    | 12e                    | 33                     | 30                     | 9                      | 6                      | 15                     | 33                     | 48                     | -15                    | Huitièmes de finale    |
| 2010      | 1re                    | 12e                    | 33                     | 30                     | 8                      | 9                      | 13                     | 28                     | 34                     | -6                     | Seizièmes de finale    |
| 2011-2012 | 1re                    | 11e                    | 52                     | 44                     | 14                     | 10                     | 20                     | 45                     | 62                     | -17                    | Seizièmes de finale    |
| 2011-2012 | 1re                    | 11e                    | 52                     | 44                     | 14                     | 10                     | 20                     | 45                     | 62                     | -17                    | Quarts de finale       |
| 2012-2013 | 1re                    | 8e                     | 48                     | 30                     | 14                     | 6                      | 10                     | 38                     | 40                     | -2                     | Quarts de finale       |
| 2013-2014 | 1re                    | 12e                    | 33                     | 30                     | 8                      | 9                      | 13                     | 27                     | 33                     | -6                     | Quarts de finale       |
| 2014-2015 | 1re                    | 9e                     | 37                     | 30                     | 10                     | 7                      | 13                     | 30                     | 30                     | 0                      | Seizièmes de finale    |
| 2015-2016 | 1re                    | 7e                     | 44                     | 30                     | 11                     | 11                     | 8                      | 35                     | 30                     | +5                     | Quarts de finale       |
| 2016-2017 | 1re                    | 5e                     | 48                     | 30                     | 14                     | 6                      | 10                     | 38                     | 35                     | +3                     | Huitièmes de finale    |
| 2017-2018 | 1re                    | 9e                     | 39                     | 30                     | 10                     | 9                      | 11                     | 30                     | 34                     | -4                     | Seizièmes de finale    |
| 2018-2019 | 1re                    | 8e                     | 42                     | 30                     | 11                     | 9                      | 10                     | 28                     | 30                     | -2                     | Huitièmes de finale    |
| 2019-2020 | 1re                    | 13e                    | 31                     | 30                     | 7                      | 10                     | 14                     | 27                     | 46                     | -19                    | Quarts de finale       |
| 2020-2021 | 1re                    | 11e                    | 40                     | 30                     | 11                     | 7                      | 12                     | 36                     | 38                     | -2                     | Demi-finales           |
| 2021-2022 | 1re                    | 7e                     | 42                     | 30                     | 13                     | 3                      | 14                     | 36                     | 38                     | -2                     | Phase de groupes       |
| 2022-2023 | 1re                    | 5e                     | 50                     | 30                     | 15                     | 5                      | 10                     | 51                     | 39                     | +12                    | Quarts de finale       |

### Bilan européen
L'Akhmat prend part à sa seule et unique compétition européenne en 2004 en se qualifiant pour la Coupe UEFA en tant que vainqueur de la Coupe de Russie. Démarrant au deuxième tour de qualification, le club parvient à défaire les Polonais du Lech Poznań en l'emportant par deux fois à domicile puis à l'extérieur sur le score d'un but à zéro chaque fois. L'aventure s'arrête cependant dès le tour suivant, les Russes échouant lors du premier tour face au club suisse du FC Bâle, qui obtient un match nul un partout en Russie avant de l'emporter chez lui 2-0.
Note : dans les résultats ci-dessous, le score du club est toujours donné en premier.
| Saison    | Compétition | Tour            | Club        | Domicile | Extérieur | Total |
| --------- | ----------- | --------------- | ----------- | -------- | --------- | ----- |
| 2004-2005 | Coupe UEFA  | Deuxième tour Q | Lech Poznań | 1 - 0    | 1 - 0     | 2 - 0 |
| 2004-2005 | Coupe UEFA  | Premier tour    | FC Bâle     | 1 - 1    | 0 - 2     | 1 - 3 |

Légende
- Victoire ou qualification pour le tour suivant
- Match nul
- Défaite ou élimination de la compétition

## Joueurs et personnalités du club

### Présidents
Le tableau suivant présente la liste des présidents du club depuis 2001.
| Nom             | Période   |
| --------------- | --------- |
| Akhmad Kadyrov  | 2001-2003 |
| Ramzan Kadyrov  | 2004-2011 |
| Magomed Daoudov | 2011-     |

### Entraîneurs
La liste suivante présente les différents entraîneurs connus du club.
- Korchakov (1951)
- Aleksandr Abramov (ru) (1956)
- A. Abramiants (janvier 1957-mai 1957)
- Mikhaïl Antonevitch (mai 1957-juin 1959)
- Iouri Beloussov (juillet 1959-décembre 1963)
- Vassili Gretchichnikov (1964)
- Alekseï Grinine (1965)
- Aleksandr Keller (1966-1967)
- Valentin Fedorov (1968)
- Dmitri Smirnov (janvier 1969-juillet 1969)
- Aleksandr Zagretski (juillet 1969-décembre 1969)
- Valentin Morozov (1971)
- Viktor Kaïouchnikov (1971-1972)
- Iouri Beloussov (1972-1973)
- Iouri Diatchenko (1974-1975)
- Moussa Tsalikov (1976)
- Dick Doudaïev (1977-1978)
- Igor Frolov (janvier 1979-septembre 1979)
- Vadim Kirichenko (septembre 1979-décembre 1980)
- Alekseï Ieskov (1981)
- Anatoli Mikheïev (1982)
- Leonid Chevtchenko (janvier 1984-juillet 1985)
- Iouri Diatchenko (août 1985-décembre 1985)
- Viktor Kaïouchnikov (1986-1987)
- Anatoli Sinko (1988)
- Iouri Diachenko (janvier 1989-juin 1990)
- Shusa Adiev (juin 1990-décembre 1990)
- Aleksandr Tarkhanov (janvier 1991-octobre 1991)
- Khaïdar Alkhanov (janvier 1992-décembre 1994)
- Shahin Diniyev (janvier 2001-juillet 2001)
- Ramzan Dzaïtiev (juillet 2001-janvier 2002)
- Lev Platonov (février 2002-mai 2002)
- Anatoli Mikheïev (mai 2002-juillet 2002)
- Aleksandr Korechkov (juillet 2002-novembre 2002)
- Vaït Talgaïev (novembre 2002-octobre 2005)
- Aleksandr Tarkhanov (octobre 2005-mai 2006)
- Vitali Chevtchenko (mai 2006-août 2006)
- Vait Talgaev (août 2006-novembre 2007)
- Leonid Nazarenko (novembre 2007-mai 2008)
- Vyacheslav Hrozny (juin 2008-octobre 2009)
- Shahin Diniyev (octobre 2009-décembre 2009)
- Anatoli Baïdatchny (janvier 2010-décembre 2010)
- Víctor Muñoz (décembre 2010-janvier 2011)
- Ruud Gullit (janvier 2011-juin 2011)
- Issa Baïtiev (juin 2011-septembre 2011)
- Stanislav Tchertchessov (septembre 2011-mai 2013)
- Iouri Krasnojan (juillet 2013-octobre 2013)
- Rashid Rahimov (novembre 2013-mai 2017)
- Oleg Kononov (mai 2017-octobre 2017)
- Mikhaïl Galaktionov (octobre 2017-avril 2018)
- Igor Lediakhov (avril 2018-septembre 2018)
- Rashid Rahimov (septembre 2018-septembre 2019)
- Igor Chalimov (octobre 2019-juillet 2020)
- Andreï Talalaïev (juillet 2020-septembre 2022)
- Sergueï Tachouïev (septembre 2022-août 2023)
- Miroslav Romashchenko (août 2023-avril 2024)
- Magomed Adiev (en) (avril 2024-août 2024)
- Sergueï Tachouïev (septembre 2024-mai 2025)
- Aleksandr Storozhuk (juin 2025-août 2025)

### Joueurs emblématiques
Les joueurs internationaux suivants ont joué pour le club. Ceux ayant évolué en équipe nationale lors de leur passage à l'Akhmat sont marqués en gras.
Russie
- Roman Adamov
- Maksim Bokov
- Viktor Boulatov
- Roman Charonov
- Aleksandr Chirko
- Aleksandr Chmarko
- Anton Chvets
- Soslan Djanaïev
- Andreï Fedkov
- Denis Glouchakov
- Denis Ievsikov
- Oleg Ivanov
- Oleg Kornaukhov
- Alekseï Kosolapov
- Fiodor Koudriachov
- Daler Kouziaïev
- Rouslan Nigmatoulline
- Guennadi Nijegorodov
- Magomed Ozdoïev
- Andreï Semionov
- Oleg Teriokhine
- Ievgueni Varlamov
- Denis Zoubko

Pays de l'ex-URSS
- Andrey Movsisyan
- Albert Sarkisyan
- Tarlan Ahmadov
- Shahin Diniyev
- Deni Gaisumov
- Ruslan İdiqov
- Dmitri Kramarenko
- Ruslan Musayev
- Kazemır Qudiyev
- Vidadi Rzayev
- Narvik Sirkhayev
- Anton Amelchenko
- Sergueï Omelyanchuk
- Vladimir Korytko
- Andreï Kovalenko
- Artiom Radkov
- Vakhid Masudov
- Andrei Mațiura
- Ion Testemițanu
- Wladimir Baýramow
- Dmitri Khomukha
- Wýaçeslaw Krendelew
- Andriy Dikan
- Maksym Levytskyy
- Volodymyr Savchenko

Europe
- Bekim Balaj
- Odise Roshi
- Jonathan Legear
- Blagoy Georgiev
- Valentin Iliev
- Martin Jiránek
- Juhani Ojala
- Bernard Berisha
- Rade Petrović
- Marcin Komorowski
- Piotr Polczak
- Maciej Rybus
- Gheorghe Grozav
- Andrei Mărgăritescu
- Daniel Pancu
- Florentin Petre
- Gabriel Torje
- Ognjen Koroman
- Nikola Malbaša
- Marko Šćepović
- Radoslav Zabavník
- Igor Lazič
- Jalen Pokorn

Afrique
- Herve Xavier Zengue
- Mvondo Atangana
- Guy Essame
- Jerry-Christian Tchuissé
- Adolphe Teikeu
- Ézéchiel Ndouassel
- Jérémy Bokila
- Laryea Kingston
- Ismaïl Aissati
- Musawengosi Mguni

Amérique
- Juan Carlos Arce
- Ewerthon
- Wilker Ángel

Asie
- Luke Wilkshire
- Milad Mohammadi
- Tamer Tuna
- Ze'ev Haimovich

## Identité du club

### Historique du logo
La galerie suivante liste les différents logos connus du club au cours de son existence.

2004-2007
2012-2013
2013-juin 2017
depuis juin 2017

### Stades
Le club évolue à ses débuts au stade Sergo Ordjonikidze, plus tard renommé Ouvaïs Akhtaïev, du nom d'un célèbre basketteur tchétchène, à partir de 1993. Celui-ci est cependant détruit en 2000 lors de la Seconde guerre de Tchétchénie. Avec son retour dans le championnat russe en 2001, et pour des raisons de sécurité, le Terek se voit obligé d'emménager dans plusieurs enceintes voisines en attendant la reconstruction du stade Dinamo. Cette période, qui s'étale de 2001 à 2007, voit ainsi le club élire domicile à Tcherkessk, Lermontov et Piatigorsk, avant de finalement pouvoir revenir à Grozny en 2008 avec la fin des travaux du stade, renommé entre-temps Sultan-Bilimkhanov. Après trois années, le club emménage une dernière fois en 2011 au sein de la nouvelle Akhmad Arena, en construction depuis 2006, dont la capacité s'élève à 30 597 personnes.